# Arquidiócesis de Split-Makarska
La arquidiócesis de Split-Makarska (en latín: Archidioecesis Spalaten(sis)-Macarscen(sis) y en croata: Splitsko-makarska nadbiskupija) es una circunscripción eclesiástica latina de la Iglesia católica en Croacia, sede metropolitana de la provincia eclesiástica de Split-Makarska. La arquidiócesis se encuentra en sede vacante desde el 14 de febrero de 2023.

## Territorio y organización

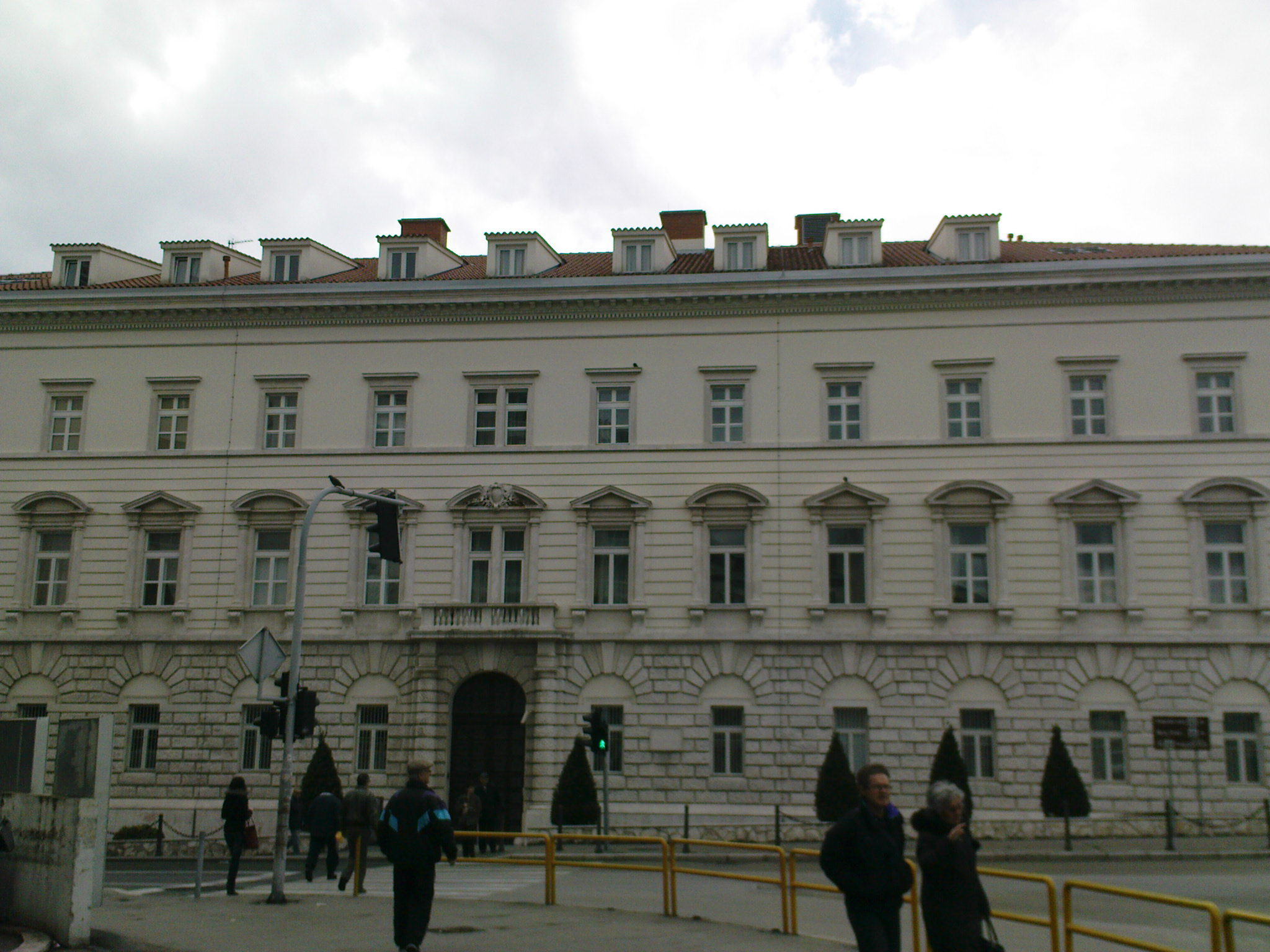
Palacio arzobispal

La arquidiócesis tiene 4008 km² y extiende su jurisdicción sobre los fieles católicos de rito latino residentes en parte de los condados de Split-Dalmacia y Šibenik-Knin.
La sede de la arquidiócesis se encuentra en la ciudad de Split, en donde se halla la Catedral de San Domnión y la Concatedral de San Pedro Apóstol. En Makarska se encuentra la excatedral de San Marcos El Evangelista, en Skradin la excatedral de Santiago y en Trogir la excatedral de San Lorenzo.
En 2020 en la arquidiócesis existían 187 parroquias.
La arquidiócesis tiene como sufragáneas a las diócesis de: Dubrovnik, Hvar, Kotor y Šibenik.

## Historia

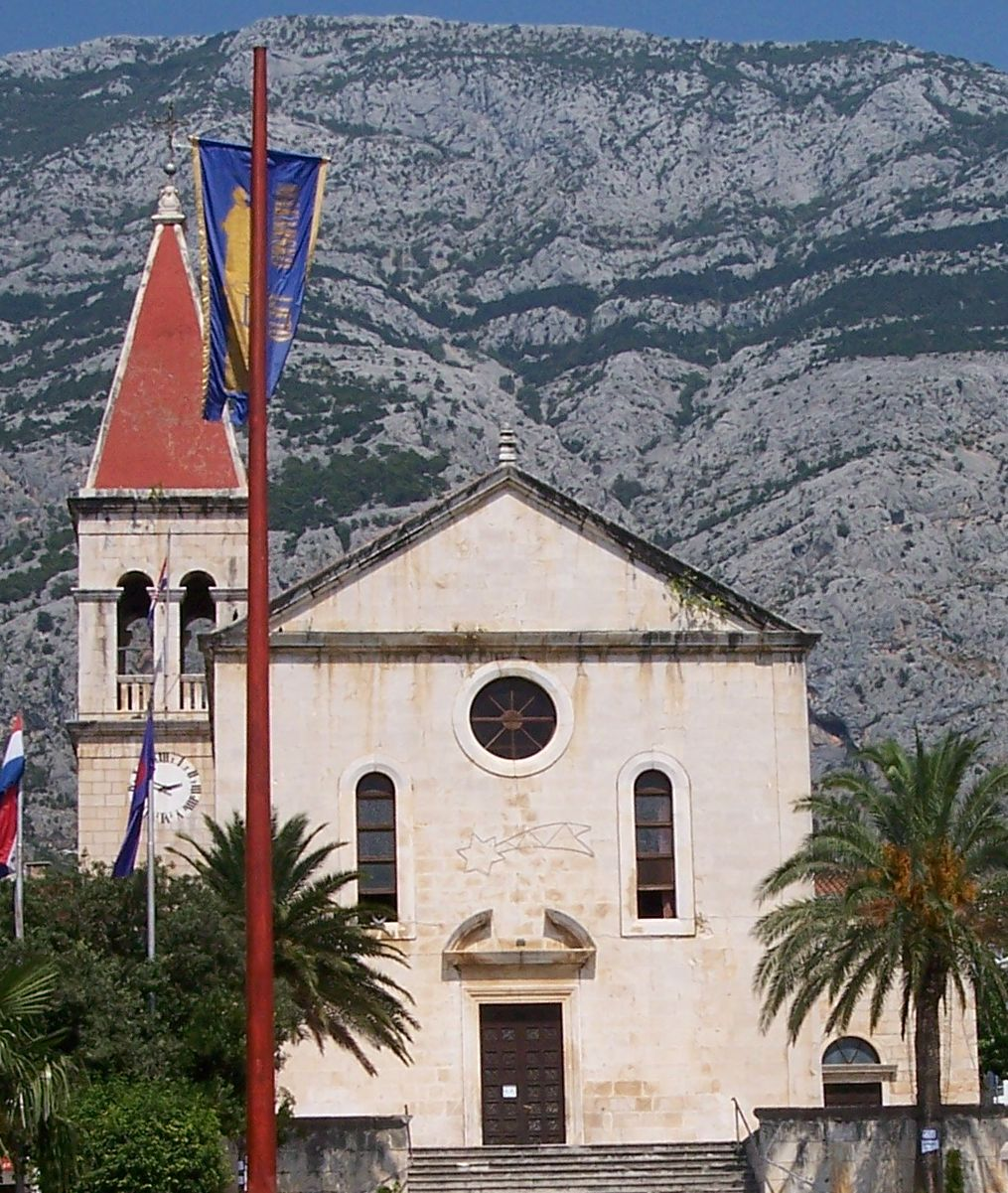
Excatedral de San Marcos El Evangelista

La diócesis de Salona fue erigida en el siglo III. El primer obispo conocido es el mártir Venancio, que murió bajo el reinado de Valeriano en 257.
En el siglo V fue elevada al rango de arquidiócesis metropolitana. Inicialmente, la metrópolis se extendió a toda Dalmacia, desde Istria hasta Epiro y tierra adentro hasta el río Danubio.
En los sínodos de Salona de 530 y 533 aparece que 9 diócesis sufragáneas dependían de la metrópolis de Salona, a las que se añadían tres nuevas sedes establecidas en estos dos sínodos. Las diócesis eran: Arbe, Zara, Skradin, Narona, Epidauro, Martar o Ad Matrices, Bistue, Sisak, Baloe o Baroe, más las tres nuevas de Ludrum, Sarsenterum y Makarska.
En el siglo VII la ciudad de Salona quedó en ruinas (636). Después de catorce años de vacante, la sede de la arquidiócesis fue trasladada a Spalato (nombre en italiano de Split). El protagonista del renacimiento de la arquidiócesis fue el obispo Giovanni de Rávena.
En el concilio de Spalato en 925 se definió la provincia eclesiástica de Spalato, que incluía las diócesis de Veglia, Oser, Arbe, Zara, Ragusa, Kotor, Nin y Ston. En el siglo X se añadió también la diócesis de Trogir. En las actas del sínodo de 925 el arzobispo de Spalato ostenta el título de Dalmatiae ac totius Croatiae primas (primado de Dalmacia y toda Croacia). El papa León VI confirmó las actas del sínodo.
En los siglos XI y XII la metrópolis de Spalato se redujo por la elevación a sedes metropolitanas, primero de Ragusa (nombre en italiano de Dubrovnik) en 999, luego de Antivari (nombre en italiano de Bar) en 1034 y finalmente de Zara (nombre en italiano de Zadar) en 1145, mientras que algunas diócesis de Eslavonia y Bosnia se convirtieron en sufragáneas de las arquidiócesis húngaras. En 1155 Zara reconoció la jurisdicción primacial del patriarcado de Grado: cuando la sede patriarcal fue trasladada a Venecia, los patriarcas siguieron ostentando el título de primado de Dalmacia, aunque nunca hayan ejercido jurisdicción real alguna.
En 1636 la Sacra Rota resolvió la cuestión primacial cediendo a Venecia los derechos sobre la metrópolis de Zara y a Spalato los de la metrópolis de Ragusa. Sin embargo, en 1690 el papa Alejandro VIII concedió al Senado veneciano el derecho de nombrar obispos y arzobispos de Dalmacia.
Con la bula Locum beati Petri del papa León XII del 30 de junio de 1828, implementada en 1830, la diócesis de Makarska se unió a la arquidiócesis: un obispo auxiliar residió en Makarska con el cargo de vicario general y la iglesia principal de Makarska se convirtió en concatedral. Spalato, sin embargo, perdió los derechos metropolitanos y el título arzobispal, asumiendo el nombre de diócesis de Split y Makarska, sufragánea de la arquidiócesis de Zadar. Con la misma bula también fueron suprimidas las diócesis de Curzola, Ston, Cittanova, Trogir, Nin, Scardona, Arbe y Oser.
El 27 de julio de 1969, en virtud de la bula Qui vicariam del papa Pablo VI, la diócesis de Makarska se unió a la de Split con una unión extintiva; al mismo tiempo, Split cambió su nombre a Spalato-Makarska y nuevamente fue elevada al rango de arquidiócesis metropolitana con las actuales diócesis sufragáneas.

## Estadísticas
De acuerdo al Anuario Pontificio 2021 la arquidiócesis tenía a fines de 2020 un total de 425 000 fieles bautizados.
| Año                                                                             | Población            | Población | Población      | Sacerdotes | Sacerdotes    | Sacerdotes    | Bautizados por sacerdote | Diáconos permanentes | Religiosos | Religiosos | Parroquias |
| Año                                                                             | Bautizados católicos | Total     | % de católicos | Total      | Clero secular | Clero regular | Bautizados por sacerdote | Diáconos permanentes | Varones    | Mujeres    | Parroquias |
| ------------------------------------------------------------------------------- | -------------------- | --------- | -------------- | ---------- | ------------- | ------------- | ------------------------ | -------------------- | ---------- | ---------- | ---------- |
| 1950                                                                            | 260 000              |           |                | 236        | 143           | 93            | 1101                     |                      | 107        | 350        | 149        |
| 1970                                                                            | 313 000              | 365 000   | 85.8           | 284        | 150           | 134           | 1102                     |                      | 184        | 517        | 165        |
| 1980                                                                            | 349 450              | 432 860   | 80.7           | 320        | 172           | 148           | 1092                     |                      | 216        | 514        | 191        |
| 1990                                                                            | 473 726              | 495 350   | 95.6           | 334        | 188           | 146           | 1418                     |                      | 201        | 526        | 177        |
| 1999                                                                            | 412 261              | 472 088   | 87.3           | 360        | 200           | 160           | 1145                     |                      | 182        | 534        | 185        |
| 2000                                                                            | 415 000              | 475 000   | 87.4           | 357        | 199           | 158           | 1162                     |                      | 189        | 535        | 186        |
| 2001                                                                            | 409 584              | 473 887   | 86.4           | 366        | 203           | 163           | 1119                     |                      | 198        | 531        | 186        |
| 2002                                                                            | 409 584              | 473 887   | 86.4           | 369        | 204           | 165           | 1109                     |                      | 190        | 517        | 186        |
| 2003                                                                            | 427 420              | 473 887   | 90.2           | 369        | 199           | 170           | 1158                     |                      | 201        | 505        | 186        |
| 2004                                                                            | 428 382              | 464 329   | 92.3           | 353        | 199           | 154           | 1213                     |                      | 182        | 497        | 186        |
| 2010                                                                            | 437 989              | 468 801   | 93.4           | 380        | 201           | 179           | 1152                     |                      | 209        | 460        | 186        |
| 2014                                                                            | 441 036              | 456 029   | 96.7           | 350        | 189           | 161           | 1260                     |                      | 186        | 481        | 187        |
| 2017                                                                            | 446 000              | 475 000   | 93.9           | 359        | 204           | 155           | 1242                     |                      | 181        | 374        | 187        |
| 2020                                                                            | 425 000              | 445 000   | 95.5           | 371        | 197           | 174           | 1145                     |                      | 193        | 463        | 187        |
| Fuente: Catholic-Hierarchy, que a su vez toma los datos del Anuario Pontificio. |                      |           |                |            |               |               |                          |                      |            |            |            |

## Episcopologio

### Sede de Salona
- San Venancio † (250-257 falleció)
- San Domnión † (circa 284-10 de abril de 304 falleció)
- Primo † (305-3 25)
- Massimo I † (326-346)
- Leonzio † (365-381)
- Gaiano † (381-391)
- Sinferio † (391-405)
- Esichio † (405-426 falleció)
- Pascasio † (426-443)
- Cesario † (443-460)
- Giustino † (460-473 falleció)
- Glicerio † (474-480 falleció)
- Onorio I † (481-505 falleció)
- Gianuario I † (505-510)
- Stefano † (510-527 falleció)
- Onorio II † (528-547)
- Frontiniano I † (547-554)
- Pietro † (554-562 falleció)
- Probino † (562-566)
- Natale † (580-593 falleció)
- Massimo II † (598-610)
- Teodoro † (610-614)
- Frontiniano II † (620-638)

### Sede de Spalato
- Giovanni I de Rávena † (650-circa 680)
- Pietro II † (?)
- Mariano † (?)
- Martino I † (?)
- Leone † (?)
- Pietro III † (840-860 falleció)
- Giustino † (860-876 falleció)
- Marino † (881-886 falleció)
- Teodosio † (887-893)
- Pietro IV † (893-912)
- Giovanni II † (914-928)
- Gianuario II † (?-circa 940)
- Frontiniano III † (circa 940-circa 970)
- Martin II † (970-1000)
- Pavao † (1015-1030)
- Martin III † (1030)
- Dobralj † (1030-1050 depuesto)
- Ivan III † (1050-1059 renunció)
- Lorenzo † (1059-1099 falleció)
- Crescenzio † (1110-1112 falleció)
- Manasse † (1112-1114 o 1115 depuesto)
  - Sede vacante (1115-1135)
- Grgur † (1135)
- Gandino † (1136-1158 depuesto)
- Absalom † (1159-1161 falleció)
- Pietro V † (2 de julio de 1161-1166 falleció)
- Albert † (1166)
- Gerardo † (1167-junio/diciembre de 1170 nombrado arzobispo de Siponto)
- San Ranieri o Rainerio Massini † (1175-4 de agosto de 1180 falleció)
  - Sede vacante (1180-1185)
- Petar VI † (1185-1187 nombrado arzobispo de Kalocsa)
- Petar VII, O.S.B. † (1188-1196)
- Bernard, O.S.B. † (1198-1217 falleció)
- Slavič † (1217-1219)
- Guncel, O.Cruc. † (29 de julio de 1220-31 de mayo de 1242 falleció)
- Ugrin† (abril de 1245-27 de noviembre de 1248 falleció)
- Ruggero de Apulia † (30 de abril de 1249-14 de abril de 1266 falleció)
- Ivan de Buzad, O.P. † (1266-1294 falleció)
  - Jakob † (1294-1297 renunció) (obispo electo)
- Petar VIII, O.F.M. † (10 de mayo de 1297-1324)
- Belijan † (26 de septiembre de 1324-28 de enero de 1328 falleció)
- Domenico Luccari † (17 de octubre de 1328-abril de 1348 falleció)
- Joannes, O.E.S.A. † (30 de mayo de 1348-?)
- Ugolino Branca, O.S.B. † (25 de junio de 1349-1388 renunció)
- Andrea Gualdo † (29 de mayo de 1389-1402 renunció)
- Pellegrino de Aragón, O.F.M. † (18 de abril de 1403-7 de mayo de 1409 falleció)
- Doimo Giudici † (11 de agosto de 1410-1411 renunció)
- Pietro da Pago, O.F.M. † (19 de octubre de 1411-30 de diciembre de 1426 falleció)
- Francesco Malipiero, O.S.B. † (27 de enero de 1427-16 de junio de 1428 nombrado arzobispo a título personal de Castello)
- Bartolomeo Zabarella † (16 de junio de 1428-18 de diciembre de 1439 nombrado arzobispo de Florencia)
- Jacopino Badoer † (18 de diciembre de 1439-1451 falleció)
- Lorenzo Zane † (5 de junio de 1452-28 de abril de 1473 nombrado arzobispo a título personal de Treviso)
- Pietro Riario, O.F.M.Conv. † (28 de abril de 1473-3 de enero de 1474 falleció)
- Giovanni Dacre † (1474-1º de abril de 1478 nombrado arzobispo a título personal de Treviso)
  - Pietro Foscari † (1º de abril de 1478-17 de septiembre de 1479 renunció) (administrador apostólico)
- Bartolomeo Averoldi † (17 de septiembre de 1479-1503 falleció)
- Bernardo Zane † (15 de febrero de 1503-5 de enero de 1524 falleció)
  - Sede vacante (1524-1527)
- Andrea Corner † (1527-1536 renunció)
- Marco Corner † (11 de agosto de 1537-1566 renunció)
- Alvise Michiel † (19 de junio de 1566-circa 1582 falleció)
- Giovanni Domenico Marcot, O.P. † (circa 1582 por sucesión-2 de agosto de 1602 falleció)
- Marco Antonio de Dominis † (15 de noviembre de 1602-1616 renunció)
- Sforza Ponzoni † (22 de agosto de 1616-octubre de 1640 falleció)
- Leonardo Bondulmer † (15 de abril de 1641-1667 o 1668 renunció)
- Bonifacio Albani, C.R.S. † (30 de enero de 1668-18 de febrero de 1678 falleció)
- Stefano Cosmi, C.R.S. † (5 de septiembre de 1678-10 de mayo de 1707 falleció)
- Stefano Cupilli, C.R.S. † (12 de marzo de 1708-11 de diciembre de 1719 falleció)
- Giovanni Laghi, C.R.S. † (15 de abril de 1720-11 de febrero de 1730 falleció)
- Antun Kadčić † (18 de diciembre de 1730-7 de octubre de 1745 falleció)
- Pacifico Bizza † (17 de enero de 1746-13 de mayo de 1756 falleció)
- Niccolò Dinarico (Dinarić) † (3 de enero de 1757-junio de 1764 falleció)
- Giovanni Luca de Garagnin † (5 de junio de 1765-20 de octubre de 1780 falleció)
  - Sede vacante (1780-1784)
- Lelio de Cippico † (20 de septiembre de 1784-24 de marzo de 1807 falleció)
  - Sede vacante (1807-1830)

### Sede de Spalato y Makarska (luego Split-Makarska)
- Pavao Klement Miošić † (15 de marzo de 1830-10 de octubre de 1837 falleció)
- Benigno Albertini † (23 de junio de 1838-24 de agosto de 1838 falleció)
- Giuseppe Godeassi † (27 de abril de 1840-22 de junio de 1843 nombrado arzobispo de Zadar)
- Luigi Pini † (17 de junio de 1844-11 de enero de 1865 falleció)
- Marco Calogerà † (29 de octubre de 1866-4 de diciembre de 1888 falleció)
- Filip Frane Nakić † (30 de diciembre de 1889-26 de diciembre de 1910 falleció)
- Antun Gjivoje † (11 de julio de 1911-27 de febrero de 1917 falleció)
- Juraj Carić † (8 de junio de 1918-17 de mayo de 1921 falleció)
  - Sede vacante (1921-1923)
- Kvirin Klement Bonefačić † (6 de junio de 1923-9 de mayo de 1954 renunció[5])
  - Sede vacante (1954-1960)
- Frane Franić † (24 de diciembre de 1960-10 de septiembre de 1988 retirado)
- Ante Jurić † (10 de septiembre de 1988-21 de junio de 2000 retirado)
- Marin Barišić (21 de junio de 2000-13 de mayo de 2022 retirado)
- Dražen Kutleša (13 de mayo de 2022-14 de febrero de 2023, nombrado arzobispo coadjutor de Zagreb
  - Želimir Puljić, administrador apostólico sede vacante (desde el 14 de febrero de 2023)